# RD-8
El RD-8 (en ruso : РД-8 y índice GRAU: 11D513 ) es un motor de cohete de propulsor líquido soviético que quema LOX y RG-1 (un tipo de queroseno de para cohetes) en un ciclo de combustión por etapas rico en oxidantes.

## Descripción

Esquema del funcionamiento. La tobera central fija correspondería al motor RD-120, mientras que las cuatro de la periferia sería del motor RD-8

Tiene cuatro cámaras de combustión que proporcionan control vectorial del empuje mediante un eje que permite que cada una de las toberas giren en un solo eje ± 33 °. Fue diseñado en Dnipropetrovsk por la Oficina de diseño Yuzhnoye como propulsor Vernier de la segunda etapa del cohete Zenit (GRAU: 11K77). Como tal, siempre se ha emparejado con el motor RD-120 que actúa como propulsión principal.
Solo se puede arrancar una vez, y como motor de gran altitud tiene un empuje de 78.45 kN y un impulso específico de 342 s (3.35 km / s). Es el primer motor de dirección que utiliza el ciclo de combustión por etapas, y como tal es la base de una familia de motores planificados para la familia de vehículos de lanzamiento Mayak . La configuración del motor se asemeja a como un cilindro hueco, con un espacio cilíndrico en el centro para que la tobera del motor RD-120 pueda pasar.
El control   del motor se realiza mediante helio con la ayuda de válvulas electroneumáticas. El motor mantiene cierto empuje y control en relación con el componente de combustible. El motor tiene sensores de presión que apagan el motor al terminar los propergoles.

## Derivados
La experiencia de propulsión de Yuzhnoye había sido principalmente en motores de propergoles hipergólicos, como RD-855 o RD-861, que se consideran demasiado tóxicos para los estándares ecológicos actuales. Aunque Yuzhnoye todavía ofrecen para desarrollar la propulsión hipergólica, como el RD-843 la etapa AVUM  del Vega  o el proyecto Ciclón-4, Yuzhnoye selecciona un propulsor más amigable con el medio ambiente, que quema, LOX y queroseno para la familia de vehículos de lanzamiento  Mayak.
Yuzhnoye no solo había dominado el ciclo más complejo para el propelente ( ciclo de combustión por etapas rico en oxidantes) con el RD-8, sino que había trabajado estrechamente con NPO Energomash durante el programa RD-120. La fabricación se realiza en su compañía hermana de Yuzhmash en Dnipropetrovsk, y el proyecto de aumento de empuje RD-120 de 2001 a 2003 había sido un proyecto mixto entre las tres compañías.
Sobre la base de esta experiencia, se propuso una familia de motores derivados. Mientras que el RD-801 y el RD-810 se basan realmente en la tecnología general, los otros miembros de la familia están lo suficientemente relacionados como para reutilizar muchos componentes del RD-8. Una característica de esta familia es la limitación de mantener la temperatura de salida del prequemador por debajo de 500 ° .
- RD-805 (o RD-802 ): un motor de etapa superior propuesto de solo 19.62 kN  de empuje, usaría una sola cámara del RD-8.[10] Si bien se requerirían muchos componentes nuevos, se considera un riesgo tecnológico bajo ya que solo necesita versiones más pequeñas de componentes ya desarrollados.[7]
- RD-809 (a veces identificado como RD-809M): es un RD-8 reorganizado para minimizar su diámetro. Usaría prácticamente todos los componentes del RD-8, pero dispuestos sin la gran sección hueca en el medio. Era un motor propuesto para una etapa superior líquida propuesta del cohete Antares, entonces llamado Tauro II.[7] Sería capaz de cinco encendidos de motor en una sola misión.[9]
- RD-809K: Una versión propuesta de tobera única del RD-8. Mezclaría la mayoría de los elementos principales del RD-8, como las turbombombas, con una cámara de combustión principal y una boquilla adaptada del RD-861K.[7][11] Sería capaz de 4 encendidos en una sola misión.[11] Se espera que se use en una configuración de doble motor en la etapa superior de Mayak.[7]

## Entradas relacionadas
- RD-120: el motor principal de la segunda etapa de Zenit , que es el compañero del RD-8 y la base de algunos de sus derivados.
- Zenit: la familia de vehículos de lanzamiento para la que se desarrolló el RD-8.
- Oficina de diseño Yuzhnoye: La oficina de diseño del RD-8.
- Yuzhmash: empresa de construcción de máquinas multiproducto que está estrechamente relacionada con Yuzhnoye y fabrica el RD-8.